# قهريز جان
قهريز جان هي قرية في مقاطعة تيران وكرون، إيران. عدد سكان هذه القرية هو 1,779 في سنة 2006.